# Chim Hamsa

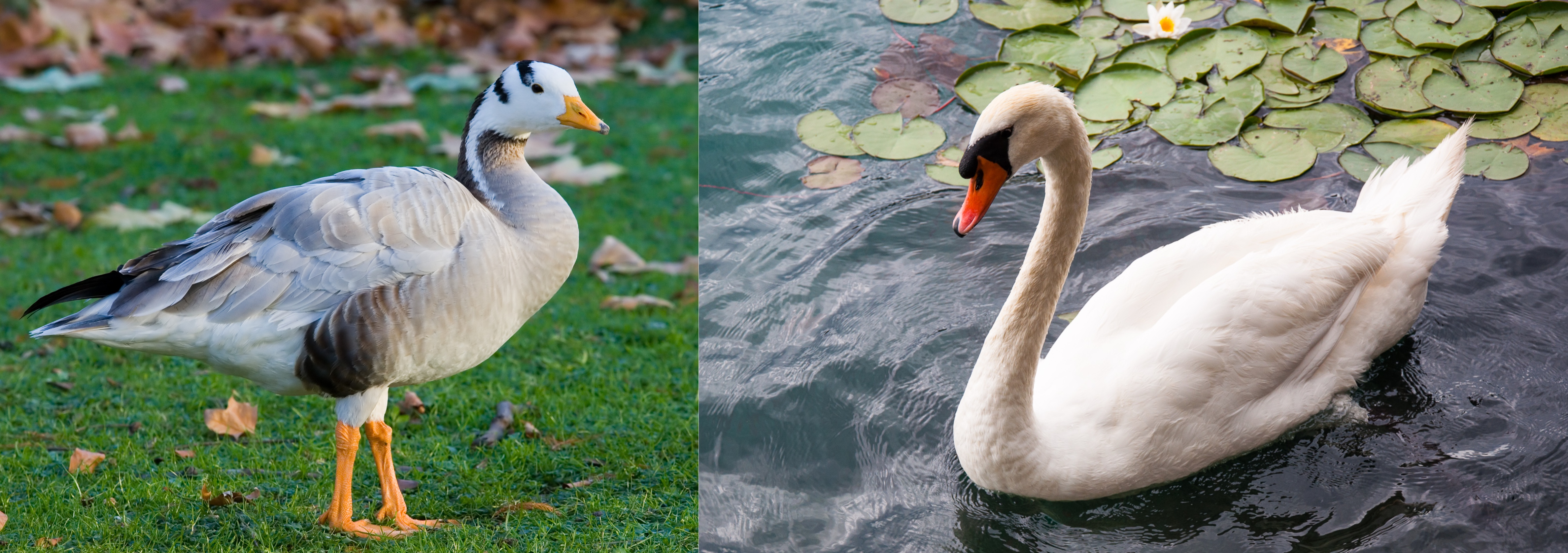
Hamsa được cho là chỉ loài ngỗng đầu sọc có ở Ấn Độ (trái) hoặc một loài thiên nga..

Hamsa (tiếng Phạn: हंस, haṃsa hay hansa) là một loài chim nước di trú, thường được cho là ngỗng (Ngỗng Ấn Độ) hay thiên nga (Thiên nga trắng) nó là linh điểu, biểu trưng của nền văn hóa Ấn Độ và các nước Đông Nam Á. Hamsa xuất hiện trong văn hóa các nước Đông Nam Á từ ảnh hưởng của Bà-la-môn và sau đó ảnh hưởng vào trong mỹ thuật Phật giáo nhất là lĩnh vực kiến trúc.

## Từ nguyên
Hamsa có tên gọi khác nhau trong các ngôn ngữ văn hóa khác nhau như tiếng Hindi là hans, tiếng Miến Điện gọi là hintha hay hinthar (ဟင်္သာ), tiếng Mon là hongsa (ဟံသာ), tiếng Shan là hong (ႁင်းသႃႇ), tiếng Khmer cũng là hong và tiếng Thái là chim Hong (หงส์). Ở Tây Tạng, thiên nga được gọi là ngang pa (Phạn: hamsa) và ngỗng là so bya (Phạn: karanda) thường được trộn lẫn trong sự mô tả tranh tượng Hindu giáo và Phật giáo dưới một tên gọi chung là chim Hamsa.
Từ nguyên hamsa biểu thị sức mạnh sinh lực (prana) của bản ngã cá nhân (jiva), với cách phát âm từ hơi thở đi ra tạo nên âm "ham" và hơi thở đi vào tạo nên âm "sa". Những âm của hơi thở lặp lại thở thành "so-ham" mang nghĩa "tôi là anh". Những yogin Ấn Độ thường được ám chỉ như là paramahamsa, có nghĩa là "con thiên nga tối thượng". Thiên nga trắng cũng được nhận dạng với garuda trắng của Tây Tạng (mkha'lding), như là vua của loài chim nước, danh hiệu paramhamsa, là Hamsa tối cao với tiền tố param.

## Đặc điểm
Hamsa là loài ngỗng hay thiên nga có đặc điểm là vào mùa hạ thì di trú đến hồ thiêng Manasarovar ("Hồ tâm trí") trên dãy Himalaya. Hamsa được cho là ăn những hạt ngọc trai và có khả năng tách sữa từ hỗn hợp sữa với nước. Sự bay lượn trên bầu trời bao la của Hamsa cũng biểu trưng cho sự giải thoát ra khỏi vòng luân hồi. Chim có thể đi trên mặt đất (prithvi), bay lượn trên trời, và cả bơi dưới nước. Ở Thái Lan, nó cũng được cho là một con vật đẹp. Con vịt thần thoại này, giống thiên nga ở mình dài, cổ mảnh mai/ thon thả, và lù xù lông với đuôi xòe, duyên dáng.
Có những biến thể với đôi má phồng to đặc thù vốn là dạng chim Hong của Miến Điện/ Lan Na. Thần thoại về loài chim nước phổ biến Hintha (Hamsa) của Miến Điện có nguồn gốc từ con sông Bago là con sông chảy mạnh vào sông Yangon và từ đó đổ ra biển. Theo thần thoại, hai hoàng tử thấy một cặp chim Hintha với chiếc cổ lông màu vàng kim sáng rực, nghỉ trên chóp đất này. Cồn đất khô này quá nhỏ nên con chim mái phải đậu trên lưng của con chim trống.

## Biểu trưng

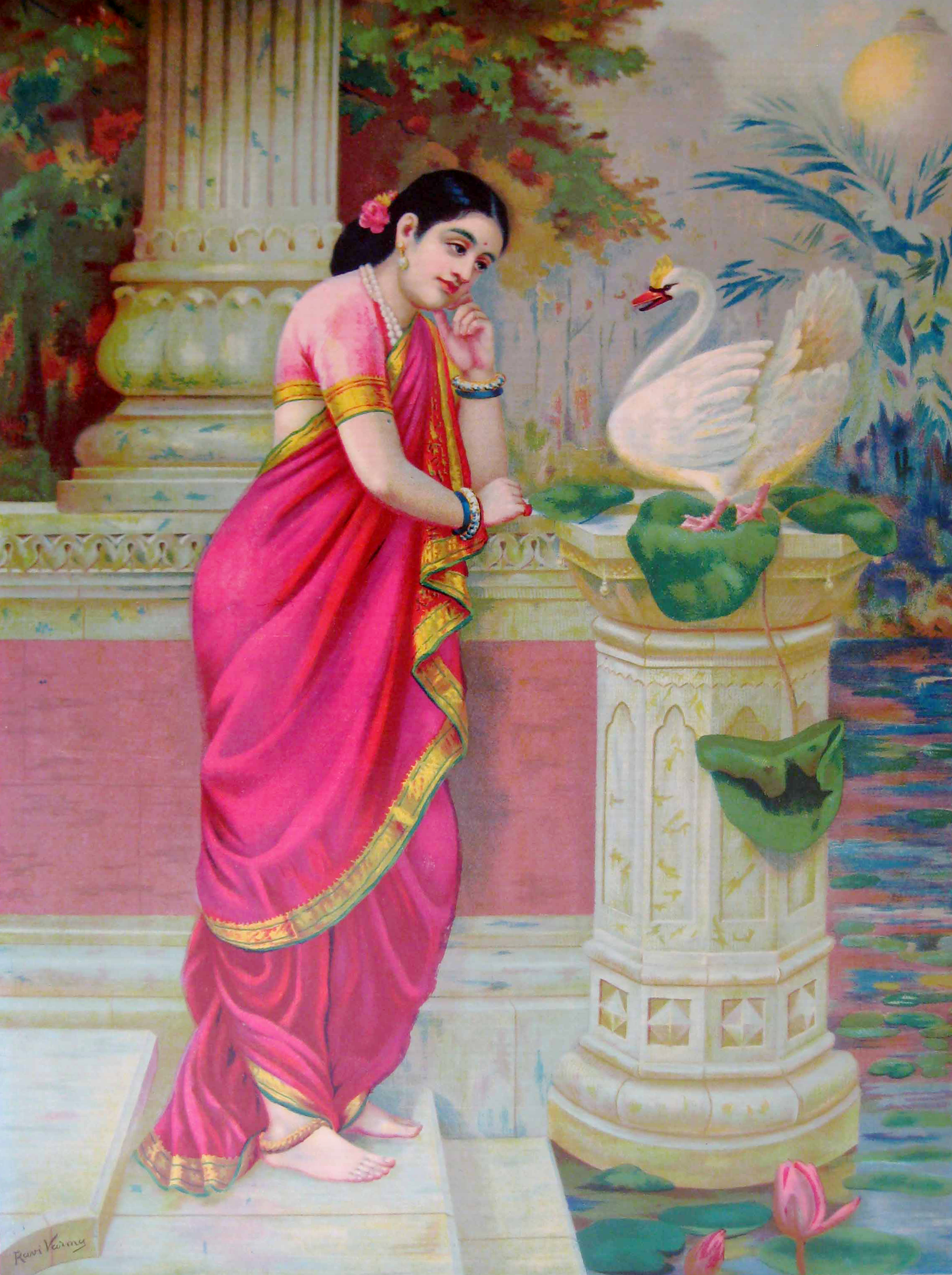
Thiếu nữ Ấn Độ và ngỗng thần Hamsa.

Chim thần điểu Hamsa là vật cưỡi của thần Brahma. Nó sống ở nơi hồ nước thiêng liêng thanh tịnh nên Hamsa là biểu tượng của trí tuệ và cái đẹp. Trong Upanishads, Hamsa sở hữu trí tuệ thiêng liêng của thần Brahman. Và cũng là vật cưỡi cho người phối ngẫu của thần Brahma là Sarasvati nữ thần của sự thông thái, trí tuệ. Hamsa có liên hệ với Surya. Khi đó, nó biểu thị cho sức mạnh và sự kiên cường. Hamsa còn có những thuộc tính như: biểu tượng của sự thuần khiết, riêng rẽ, sự hiểu biết, hơi thở vũ trụ (prana) và sự thành tựu thiêng.
Trong Phật giáo, một trong những tiền thân của Phật được kể là một Hamsa đầu đàn, cai quản 96.000 Hamsa khác. Phật được gọi là "Hamsaraja" được dịch là "Nhạn vương" và "Nhạn môn" được dùng để chỉ "Phật môn"; "Nhạn đường" đồng nghĩa với "Nhạn vũ", dùng để chỉ cho chùa Phật; và ngôi tháp "Hamsa-stupa" của xứ Ma-yết-đà, thuộc Ấn Độ xưa được dịch là "Nhạn tháp".
Theo truyền thuyết Shan, có một con chim khổng lồ gọi là tilanka đã cắp bà hoàng hậu từ cung điện đến gần nơi Phật sinh ra, trong một khu rừng xa. Hoàng hậu sau đó đẻ một bé trai. Khi đứa bé lớn lên, thagyas là thần linh cho một chiếc đàn hạc. Giai điệu réo rắc của chiếc đàn hạc đã dẫn tất cả voi trong khu rừng trở lại quê nhà, nơi con chim đã cắp mẹ cậu mang đi. Khi lên ngôi vua, đã gọi vương quốc là Muang Mao. "Mao" có nghĩa là chóng mặt hoa mắt, do khi con chim cắp mẹ, bà đã bị hoa mắt chóng mặt. Từ chim Hintha hay Hamsa cũng được dùng nhiều trong đơn vị hệ thống đo lường thuốc phiện của Miến Điện

## Nghệ thuật
Hamsa/Nhạn trong Phật giáo Đại thừa được đồng nhất với Phật và các danh lam Trung Quốc cũng được định danh là Đại Nhạn Tháp, Tiểu Nhạn Tháp. Hình tượng Hamsa cũng được dùng rộng rãi trong nghệ thuật Phật giáo thuộc trường phái Gandhara, cùng với hình ảnh của Shakyamuni. Motif thiên nga hay ngỗng Bà-la-môn được phát triển rộng rãi vào giai đoạn đầu của mỹ thuật Phật giáo, đặc biệt được chạm khắc đá trang trí các trụ tròn hay đường viền trên tranh tô vẽ hay thiết kế ở các tranh thêu kim tuyến.

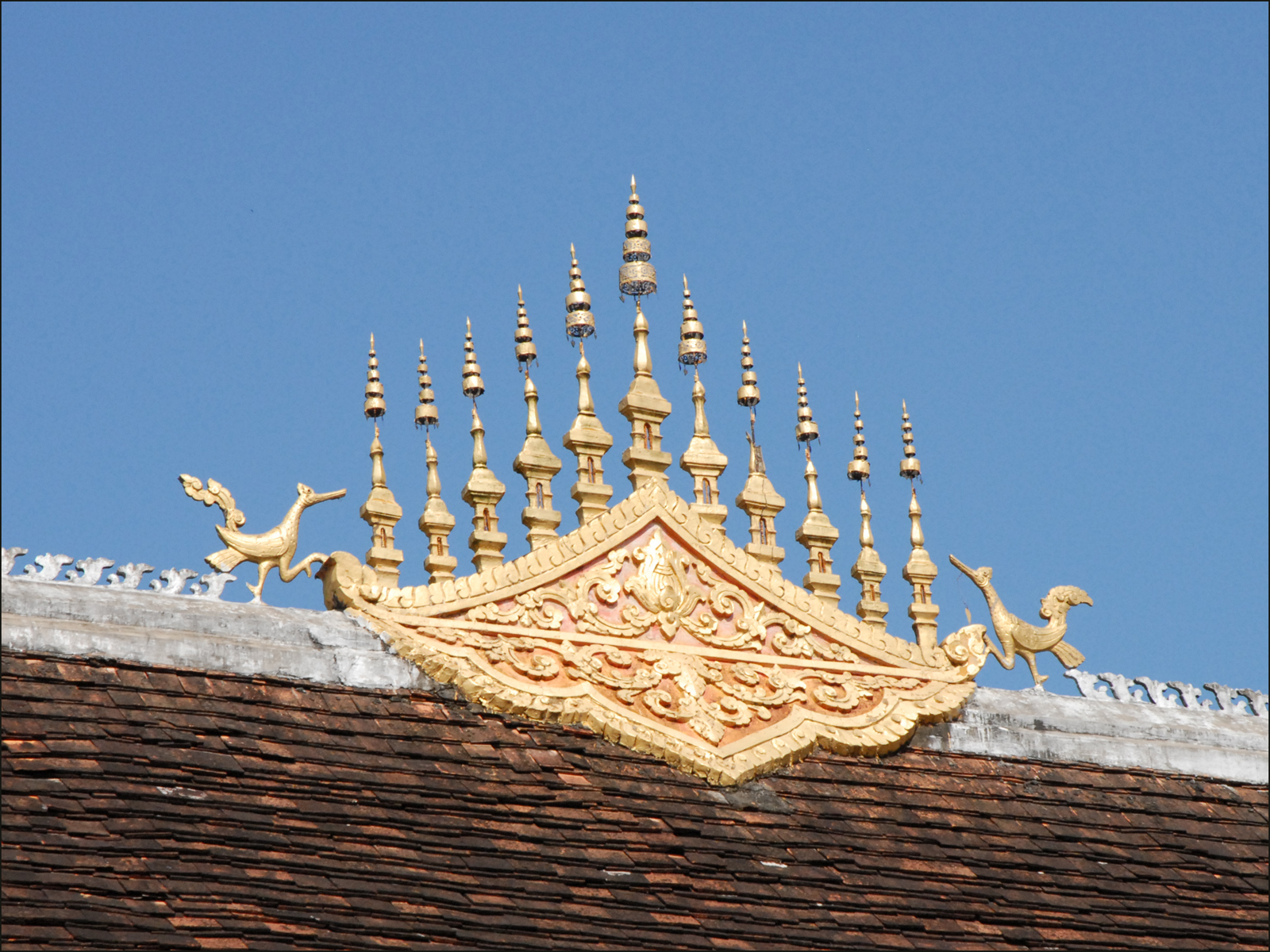
Ngỗng thần ở Luang Prabang, Lào

Hintha hay Hamsa được mô tả đặc biệt phổ biến trong nghệ thuật Miến Điện và là biểu tượng tộc người Mon. Nó cũng được vẽ trên cờ của phân khu Bago và quốc bang Mon. Con Hintha còn là biểu tượng của người Mon, là biểu tượng của chùa tháp Hintha Gon Paya. Trong điêu khắc gỗ Miến Điện, con chim thần Hintha có nguồn gốc từ tộc người Mon, được ghi dấu bởi chùa Hinthagone.
Các chùa Phật giáo Tiểu thừa thường đặt tượng Hamsa trên đỉnh cột phướn dựng giữa sân chùa. Việc dựng cột phướn với tượng Hamsa phổ biến ở chùa Khmer và chùa Thái Lan. Hong/ Hamsa cũng thấy trong các đồ án trang trí chùa tháp. Một dạng hình tượng chim Hong xuất hiện trên cổng, cửa và cửa sổ tòa nhà tu viện, nơi chúng hòa quyện vào các đồ án trang trí trau chuốt, tỉ mỉ. Chim Hong cũng được đặt trên cột đỉnh/chóp mái của đền điện, chúng thường chiếm vị trí trung tâm hay lắc lư/đi lạch bạch dọc theo sống mái nhà, chim Hong thường trang nghiêm với một cái lọng hoặc mũ miện mọc lên từ lưng.
Ở các chùa phía Bắc Thái Lan, chim Hong thỉnh thoảng được thể hiện thành tượng chạm trổ mỹ lệ gắn đầu mái thuyền rồng. Có thể những kiểu thức chim Hong trừu tượng là đặc điểm con chim canh gác/ hộ pháp, những kiểu thức khác của hình chạm đầu mái thấy ở một vài chùa Lan Na và Lào. Sự khác biệt là ở sự cách điệu thon dài, uốn cong nơi đầu và cái mỏ hình móc, dài hay ngắn. Chim Hong thường ngậm ở mỏ một sợi dây hay dây leo treo một chiếc lá bồ-đề. Kiểu thức chim Hong hay Hamsa Miến Điện thấy ở chùa tháp Bắc Thái Lan mập lùn hơn và giống vịt hơn các kiểu thức Thái
Chim Hong được trang trí với motif đường tròn trên cánh và các mẫu trang sức trên cổ chim. Những tua dây leo xoắn cuộn từ mỏ chim trong khi đuôi mắt hình tam giác xoắn cuộn dài ra từ con mắt tròn nhỏ. Kích cỡ Hamsa thông thường phù hợp với trọng lượng. Con vật thuộc về thiên giới này thường được làm bằng đồng thiếc hoặc gốm, có đặc điểm mỏ dày, mập mạp và ngắn ngủn như bị cắt ngang đột ngột. Tại Việt Nam, trong Hoàng thành Thăng Long có nhiều tượng ngỗng thần Hamsa, bị gọi nhầm là uyên ương, hình dáng cột phướn saothong có chim Hong/Hamsa đứng trên đầu cột ngậm lá phướn (gọi là thong), ngỗng trời Hamsa đã được thay thế bằng con quạ (có dị bản là diều).